# Sannohe, Aomori
Sannohe (三戸町 Sannohe-machi) là thị trấn thuộc huyện Sannohe, tỉnh Aomori, Nhật Bản. Tính đến  ngày 1 tháng 10 năm 2020, dân số ước tính thị trấn là 9.082 người và mật độ dân số là 60 người/km2. Tổng diện tích thị trấn là 151,79 km2.